# جيرد لارسن
جيرد لارسن هي راقصة باليه نرويجية، ولدت في 19 فبراير 1921 في أوسلو في النرويج، وتوفيت في 4 أكتوبر 2001.

## وصلات خارجية
- جيرد لارسن على موقع IMDb (الإنجليزية)
- جيرد لارسن على موقع قاعدة بيانات الفيلم (الإنجليزية)